# Théorème d'Ax-Grothendieck
En mathématiques, le théorème d'Ax-Grothendieck est un résultat d'algèbre sur l'injectivité et la surjectivité des polynômes qui a été prouvé indépendamment par James Ax et Alexandre Grothendieck,,,.
Ce théorème est souvent énoncé dans le cas particulier suivant : toute fonction polynomiale de Cn dans Cn qui est injective est bijective,.
Le théorème complet est la généralisation à n'importe quelle variété algébrique sur un corps algébriquement clos.

## Démonstration par les corps finis
La démonstration du théorème par Grothendieck,, s'appuie sur le théorème analogue pour un corps fini ou sa clôture algébrique : pour tout corps F qui est fini ou qui est la clôture algébrique d'un corps fini, si une fonction polynomiale de Fn dans lui-même est injective, alors elle est bijective.
Si F est un corps fini, alors Fn est fini. Dans ce cas, le théorème est vrai pour des raisons triviales n'ayant rien à voir avec la représentation de la fonction comme un polynôme : toute injection d'un ensemble fini dans lui-même est une bijection. Lorsque F est la clôture algébrique d'un corps fini, le résultat découle du théorème des zéros de Hilbert. Le théorème d'Ax-Grothendieck pour les nombres complexes peut donc être démontré en montrant qu'un contre-exemple sur C se traduirait en un contre-exemple dans une certaine extension algébrique d'un corps fini.
Cette méthode de démonstration est remarquable comme exemple de l'idée que des relations algébriques finitaires dans les corps de caractéristique 0 se traduisent en des relations algébriques dans les corps finis de grande caractéristique. Donc, on peut utiliser l'arithmétique des corps finis pour démontrer un énoncé sur C, bien qu'il n'y ait pas de morphisme d'un corps fini dans C. La démonstration utilise donc des principes de la théorie des modèles pour démontrer un énoncé élémentaire sur les polynômes. La démonstration pour le cas général utilise une méthode similaire.